# انتخابات الرئاسة البرازيلية 1898
انتخابات الرئاسة البرازيلية 1898 هي انتخابات رئاسية جرت في 1 مارس 1898، في البرازيل، لانتخاب رئيس البرازيل.
فاز بالانتخابات كامبوس ساليس.